# Francesco Cesarei Leoni
Francesco Cesarei Leoni (Perugia, 1º gennaio 1757 – Jesi, 25 luglio 1830) è stato un cardinale e vescovo cattolico italiano.

## Biografia
Nacque a Perugia il 1º gennaio 1757.
Papa Pio VII lo elevò al rango di cardinale nel concistoro del 28 luglio 1817.
Morì il 25 luglio 1830 all'età di 73 anni.

## Genealogia episcopale
La genealogia episcopale è:
- Cardinale Scipione Rebiba
- Cardinale Giulio Antonio Santori
- Cardinale Girolamo Bernerio, O.P.
- Arcivescovo Galeazzo Sanvitale
- Cardinale Ludovico Ludovisi
- Cardinale Luigi Caetani
- Cardinale Ulderico Carpegna
- Cardinale Paluzzo Paluzzi Altieri degli Albertoni
- Papa Benedetto XIII
- Papa Benedetto XIV
- Papa Clemente XIII
- Cardinale Bernardino Giraud
- Cardinale Alessandro Mattei
- Cardinale Francesco Cesarei Leoni